# Rancora ketchikana
Rancora ketchikana är en fjärilsart som beskrevs av Barnes och Benjamin 1922. Rancora ketchikana ingår i släktet Rancora och familjen nattflyn. Inga underarter finns listade.